# Charles Kensington Salaman
Charles Kensington Salaman (3. března 1814 Londýn – 23. června 1901 tamtéž) byl britský klavírista a hudební skladatel.

## Život
Charles Kensington Salaman se narodil 3. března 1814 v Londýně. Od dětství projevoval mimořádné hudební nadání. Již v deseti letech se stal členem Královské hudební akademie. Jeho učiteli byli Charles Neate a William Crotch. V roce 1828 hrál na veřejném koncertě své skladby. Poté studoval v Paříži u Henriho Herze. Do Londýna se vrátil v roce 1830 a byl pověřen, aby zkomponoval ódu pro Shakespearův festival ve Stratfordu nad Avonou.
Komponoval především klavírní a vokální skladby. Básně, které si pro zhudebnění vybíral, pocházely z mnoha evropských jazyků včetně latiny (Quintus Horatius Flaccus, Gaius Valerius Catullus), staré řečtiny (Anakreón) a hebrejštiny (Jehuda ha-Levi a liturgické texty).
V letech 1845–1848 pobýval v Římě, kde mimo jiné dirigoval premiéru 3. symfonie Ludwiga van Beethovena. Dostalo se mu pocty, že byl jmenován čestným členem Akademie sv. Cecilie. Oženil se 24. prosince 1848 s Frances Simonovou, která pocházela z Jamajky. Měl s ní tři syny a dvě dcery. Jeho nejstarší syn, Malcolm Charles Salaman, je znám jako dramatik a umělecký kritik.
Po svém návratu do Londýna založil Londýnskou hudební společnost (Musical Society of London) a po několik let působil jako její čestný sekretář. Proslul také svými veřejnými přednáškami na hudební témata. Jako skladatel věnoval pozornost duchovní hudbě. Několik jeho chorálů a žalmů se stalo součástí repertoáru anglikánské církve.
Salaman patřil mezi první zastánce reformního judaismu v Anglii. Centrem tohoto hnutí byla West London Synagoge. Pro ni zkomponoval 124 skladeb. Některé z nich používají i zastánci ortodoxního směru.
Poslední Salamanův veřejný koncert se uskutečnil v roce 1876. Poté se uchýlil do soukromí. Zemřel 23. června 1901 v Londýně. Je pohřben na židovském hřbitově Golder's Green v londýnské čtvrti Hendon. Jeho sestra, Julia Goodmanová, byla malířkou. Jejím dílem je i nejznámější portrét skladatele.

## Dílo
Komponoval především klavírní a vokální skladby. Napsal i několik orchestrálních skladeb a komickou operu na téma Charlese Dickense Pickwicks (1889). Důsledkem jeho hlubokého náboženského založení je i mnoho skladeb duchovního charakteru, které jsou používány v anglikánské církvi i v židovských komunitách. Patrně nejznámější dílem je jeho zhudebnění Shelleyho básně I arise from dreams of thee, napsané v Bathu v roce 1836 a publikované ve sbírce "Six Songs" (1838).